# 1526. évi székesfehérvári országgyűlés
Az 1526. évi székesfehérvári országgyűlés a Magyar Királyság kora újkori történetének egyik legfontosabb országos tanácskozása, mely 1526. november 10. és 12. között ülésezett. Ez az országgyűlés döntött Szapolyai János királlyá választásáról, így a mohácsi vereség utáni káoszban sorsdöntő eseménynek számított.

## Története

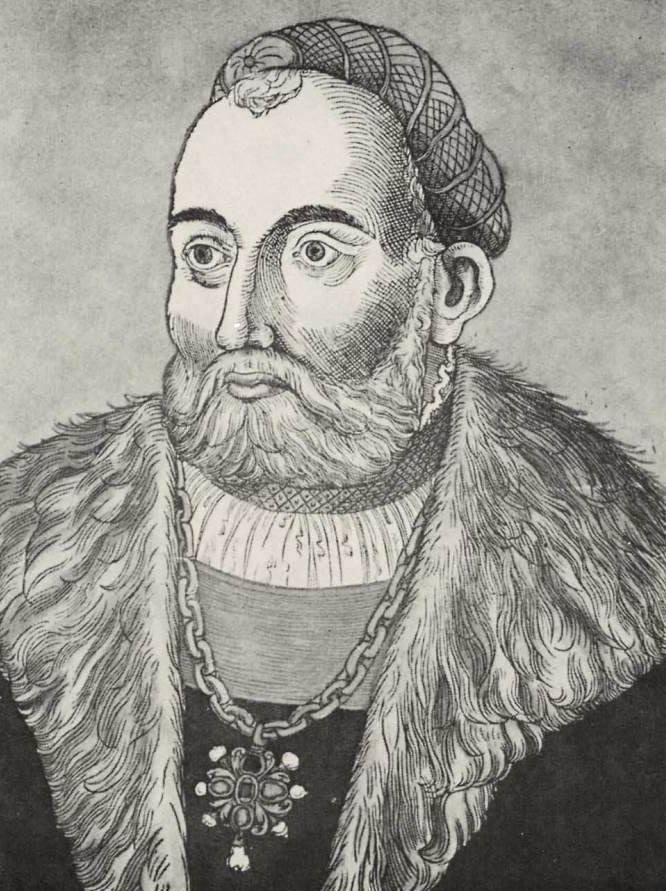
Szapolyai János

### Előzményei
Az 1526. augusztus 29-ei mohácsi csata után az ország az összeomlás szélére sodródott. A csatában a király, II. Lajos mellett tizenhat főúr és öt püspök is meghalt, ezzel az királyság vezetésének jó része odalett. Gondoskodni kellett tehát az ország irányításáról. Ez a korszak egy új hatalmi elit fölemelkedését jelentette, az ország vezetői pedig két fő pártra oszlottak: a Habsburg-párt Bécstől, a Szapolyai-párt Konstantinápolytól számíthatott támogatásra.
Az ország tehát megosztott volt az új király személyét illetően. Ketten élveztek nagyjából ugyanakkora támogatást: az ország leggazdagabb földesura, Szapolyai János erdélyi vajda, valamint V. Károly német-római császár öccse, Habsburg Ferdinánd. Szapolyai az 1505-ös rákosi végzés alapján számíthatott a koronára, Ferdinánd pedig I. Mátyás király és III. Frigyes császár megállapodása okán törvényes várományosa volt a magyar trónnak. Mátyás és Frigyes 1463-as egyezsége szerint ha Mátyás törvényes fiúutód nélkül hal meg, a magyar trónt Frigyes fia, Miksa örökli. Mátyásnak végül csak egyik ágyasától született gyermeke, Ferdinánd pedig Miksa unokája volt.
A helyzet rendezése érdekében a főurak országgyűlést hirdettek Székesfehérvárra.

### Az országgyűlés
Miután II. Lajos király november 5-én fellelt holttestét eltemették a Nagyboldogasszony-koronázóbazilikában, a préposti palotában összegyűlt országbárók, köztük Török Bálint nándorfehérvári bán, november 10-én Szapolyai Jánost választották királlyá, majd erről értesítették a város körüli mezőkön összegyűlt nemeseket és küldötteket, akik egyöntetűen jóváhagyták ezt. Az országgyűlésen fölolvasták az 1505-ös rákosi végzést, mely szerint csak magyar származású királya lehetett az országnak, mivel „az idegen uralkodók romlásba taszítják a nemzetet”. Ennek tekintetében lehetett Szapolyai törvényes királya Magyarországnak.
Egy nappal később Podmaniczky István nyitrai püspök, a rangidős főpap a Nagyboldogasszony-bazilikában a Szent Koronával megkoronázta Szapolyait.
Az országgyűlés törvényben döntött továbbá az ország helyzetét rendező ügyekről és a magyarországi zsidók kiűzetéséről. Utóbbi végrehajtása nem történt meg gyakorlatban.
Ez az országgyűlés azonban az akkor hatályban levő törvények alapján nem rendelkezett királyválasztó joggal, mivel nem a nádor hívta össze, és a királyválasztó tanácskozáson sem volt jelen. Ettől függetlenül az ország jó részét kitevő Szapolyai-hívek és a királyság irányítását Szapolyai kezében szívesen látó törökök nem kételkedtek legitimitásában. Nem utolsósorban pedig Szapolyai koronázása a mindenkori szokásjog alapján zajlott le, tehát teljesen szabályos volt.